# 아이싱 (드라마)
《아이싱》은 MBC에서 1996년 7월 1일부터 1996년 8월 27일까지 방영된 문화방송 월화드라마이며, 청춘들의 꿈과 좌절을 아이스하키를 통해 돌파구를 찾으며 고난 끝에 유망한 선수로 인정받기까지의 피나는 과정을 조명하였다.

## 관련 이모저모
이 드라마는 아이스하키를 통해 스포츠맨의 땀과 눈물, 페어플레이 정신, 젊은이들의 사랑과 우정, 순수함을 그렸다. 또한 장두익 감독은 1994년 《마지막 승부》 이후 다시 도전한 스포츠 드라마로 화제를 모았으나 소재만 농구에서 아이스하키로 바뀌었을 뿐 이야기의 전개나 등장 인물의 구조가 《마지막 승부》와 비슷하다는 지적을 받았다.
그 결과 경쟁작인 KBS 2TV 《신고합니다》와 SBS 《만강》에 밀리는 수모를 겪었고, 이 과정에서 드라마 제작진이 부서 이동을 당해야 했다.
한편, 손영목 작가가 집필자로 낙점되었으나 캐스팅 과정을 놓고 마찰을 겪자 중도하차하고 최윤정 작가로 교체되었으며, 드라마 제목인 〈은반 위의 기적〉도 《아이싱》으로 바뀌게 되었다.
아울러, 최윤정 작가는 해당 작품을 통해 처음으로 연속극 집필을 맡았고 이 때문에 그 동안 집필을 맡아 온 MBC 짝에서 하차했으며 <아이싱>의 실패 후 한동안 KBS에서 활동해 오다가 황금마차로 MBC 복귀를 했다.

## 등장 인물
- 장동건 : 윤찬 역 (아역: 김태진)
- 이승연 : 신서영 역
- 이종원 : 강태호 역
- 전혜진 : 한봉희 역
- 유태웅 : 박장우 역
- 김명수 : 윤찬의 형 윤혁 역 ... (아역: 강현종)
- 윤손하 : 이지연 역
- 최강희
- 이제니
- 정욱
- 정재순 : 윤찬 어머니 역
- 강석우 : 안상교 감독 역
- 오욱철 : 신대철 역
- 김영배 : 스포츠용품점 대표 차문진 역
- 이규석 : 스포츠용품점 지배인 공홍섭 역
- 이정훈 : 송정택 코치 역
- 정원관 : 아이스 하키 구단주 하민구 역
- 조정현 : 민성훈 역
- 이재학 : 고진호 역
- 김정국 : 김경주 역
- 김광필
- 김정민
- 장성원
- 정명호
- 박윤희 ㅡ 아이싱 종영 후 안보임
- 윤태웅
- 경인선
- 김주희
- 조미령
- 최지나
- 변소정
- 최불암